# Thallarcha staurocolla
Thallarcha staurocolla là một loài bướm đêm thuộc phân họ Arctiinae, họ Erebidae.